# 5-та армія (Франція)
5-та а́рмія  (фр. Ve Armée) — польова армія сухопутних військ Франції за часів Першої та Другої світових війн.

## Історія
5-та французька армія була сформована 2 серпня 1914 року у відповідності до французького плану XVII підготовки до збройного конфлікту з Німецькою імперією.

## Командування

### Командувачі
1-ша світова війна
- дивізійний генерал Шарль Ланрезак (фр. Charles Lanrezac) (2 серпня — 3 вересня 1914);
- дивізійний генерал Луї Д'Еспере (фр. Louis Franchet d'Espèrey) (3 вересня 1914 — 31 березня 1916);
- дивізійний генерал Олівер Мазель (фр. Olivier Mazel) (31 березня 1916 — 22 травня 1917);
- дивізійний генерал Жозе Альфред Мішеле (фр. Joseph Alfred Micheler) (22 травня 1917 — 10 червня 1918);
- дивізійний генерал Едмон Буат (фр. Edmond Buat) (10 червня — 5 липня 1918);
- дивізійний генерал Анрі Бертело (фр. Henri Mathias Berthelot) (5 липня — 7 жовтня 1918);
- дивізійний генерал Адольф Гійома (фр. Adolphe Guillaumat) (7 жовтня — 22 листопада 1918).

2-га світова війна
- армійський генерал Віктор Буре (фр. Victor Bourret) (2 вересня 1939 — 26 червня 1940).